# Maserati Alfieri concept
Pour les articles homonymes, voir Maserati et Alfieri.
L'Alfieri est un concept car Grand tourisme (GT) 2+2 du constructeur automobile italien Maserati, présenté au salon international de l'automobile de Genève 2014. Il rend hommage aux 100 ans du constructeur, fondé par Alfieri Maserati et ses frères Maserati en 1914.

## Historique
Ce concept car est conçu et développé au centre de style Maserati de Turin, par les chefs designer Marco Tencone (en), Lorenzo Ramaciotti, et Giovanni Ribotta (carrosserie). La première série de voiture Grand tourisme (GT) Maserati A6 de la marque  (produite à 139 exemplaires entre 1947 et 1956) est déjà baptisée A pour Alfieri (et 6 pour 6-cylindres). 

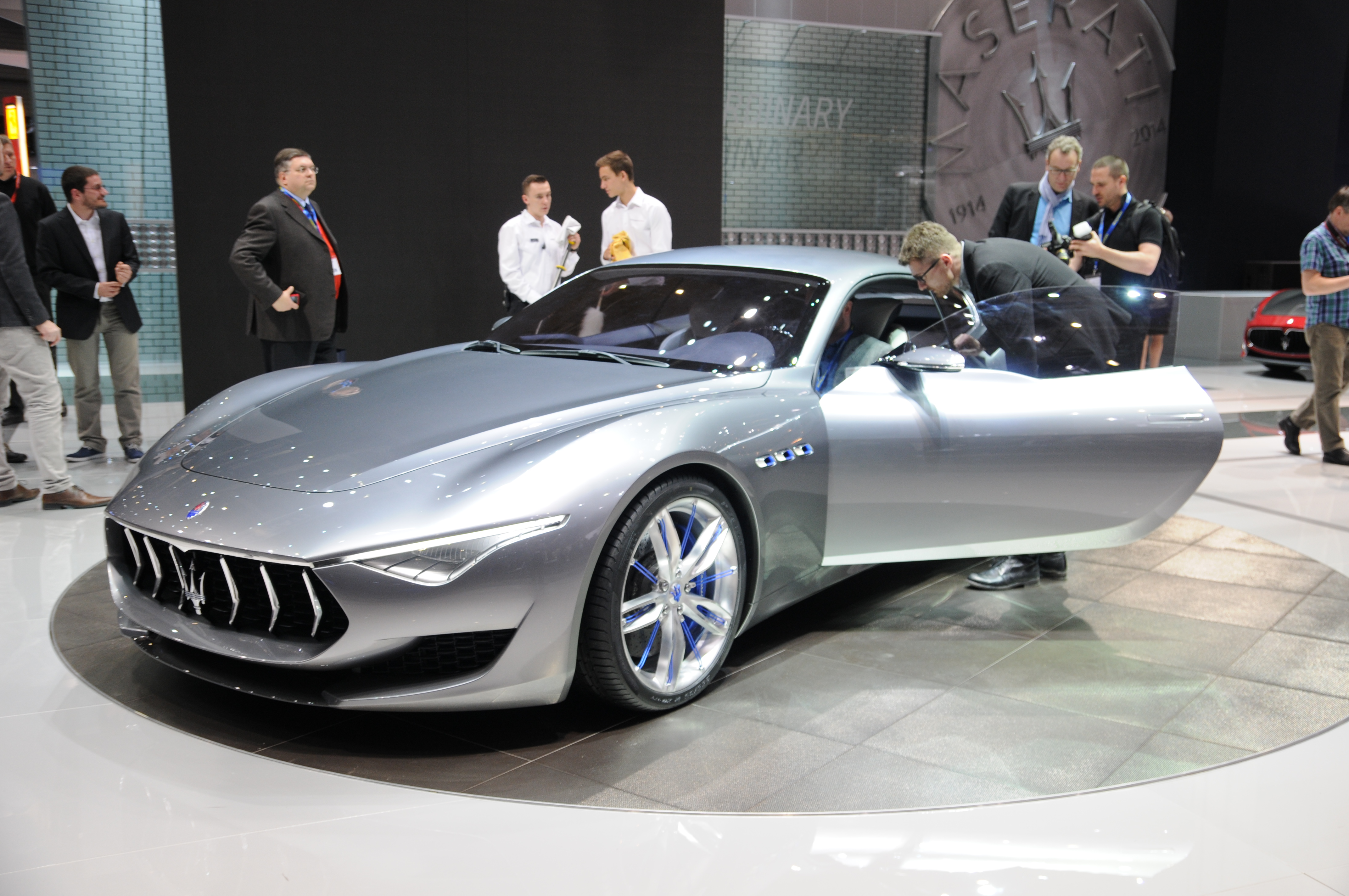
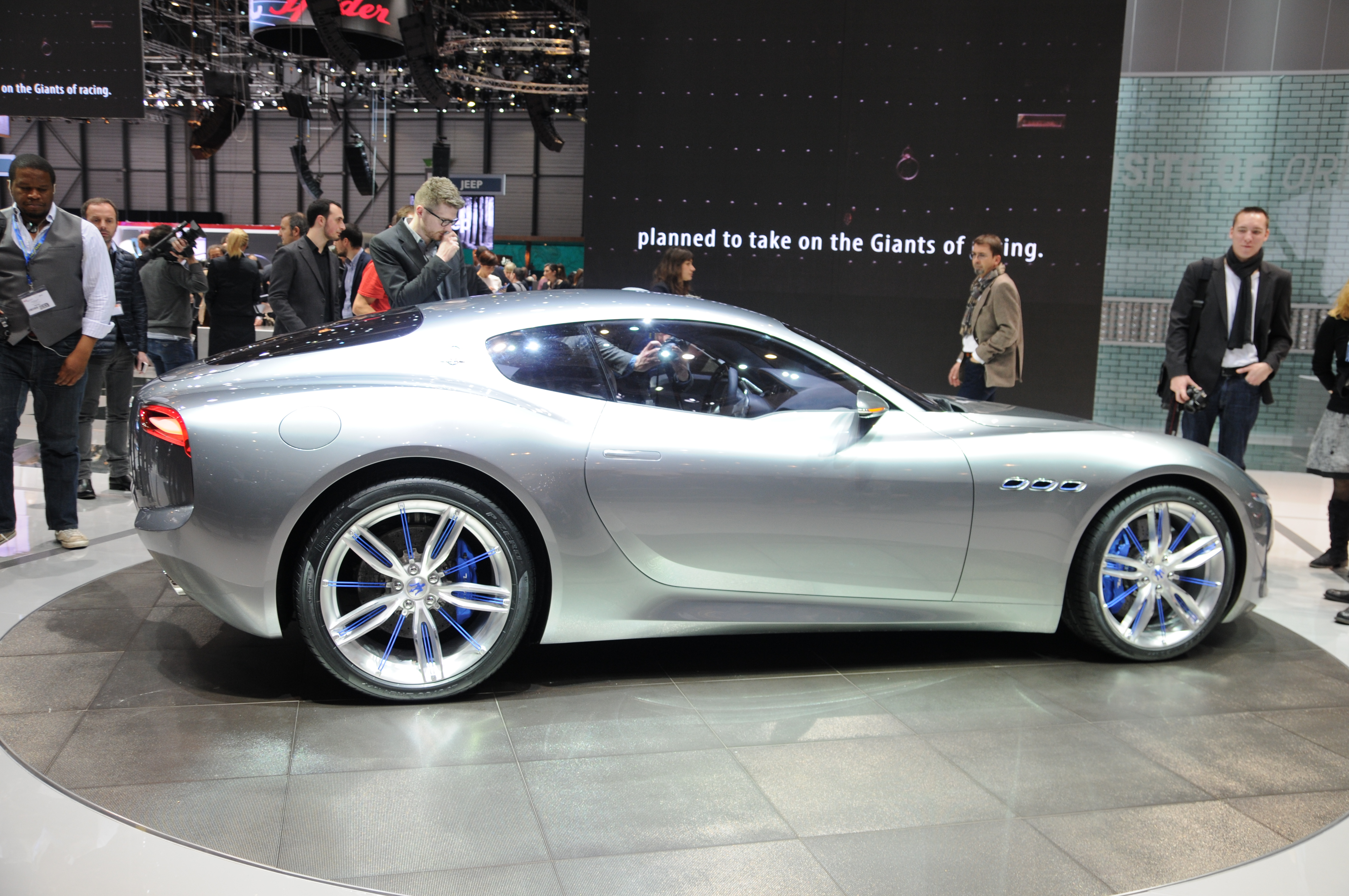
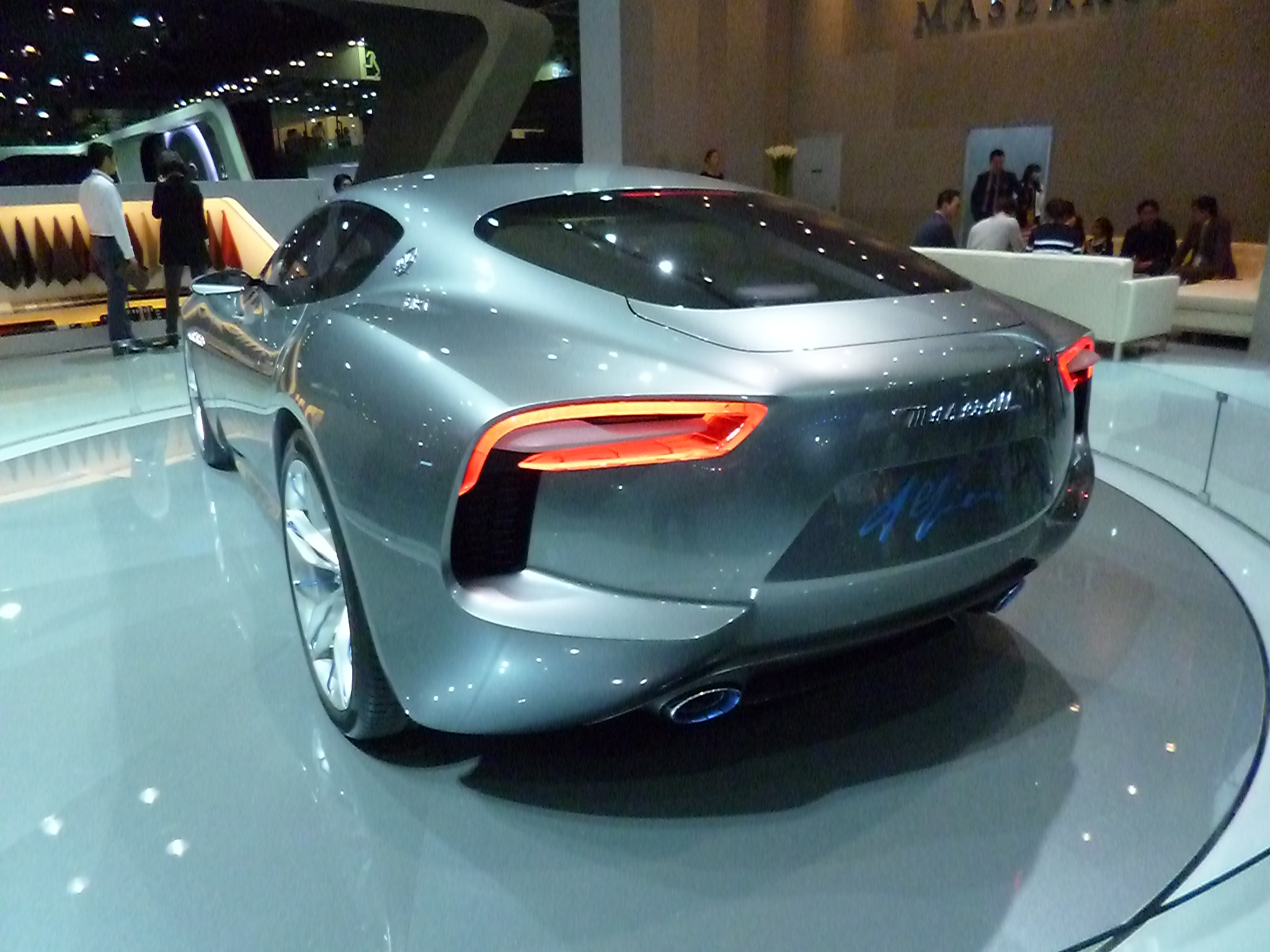

Ce modèle est basé sur la série limitée Maserati GranTurismo MC Stradale du designer Sergio Pininfarina de 2009, dont elle reprend le châssis modifié et le moteur V8 F136 Ferrari-Maserati de 4,7 litres de 460 ch, pour plus de 300 km/h de vitesse de pointe, et 0 à 100 km/h en 2 s environ,. Les lignes et le design néo-rétro de la carrosserie sont inspirés entre autres de celle de la mythique Maserati A6GCS-53 berlinetta de 1954, des designers Gian-Battista Pinin Farina et Aldo Brovarone de Pininfarina, et des Maserati Ghibli III et Maserati Quattroporte VI de 2013.

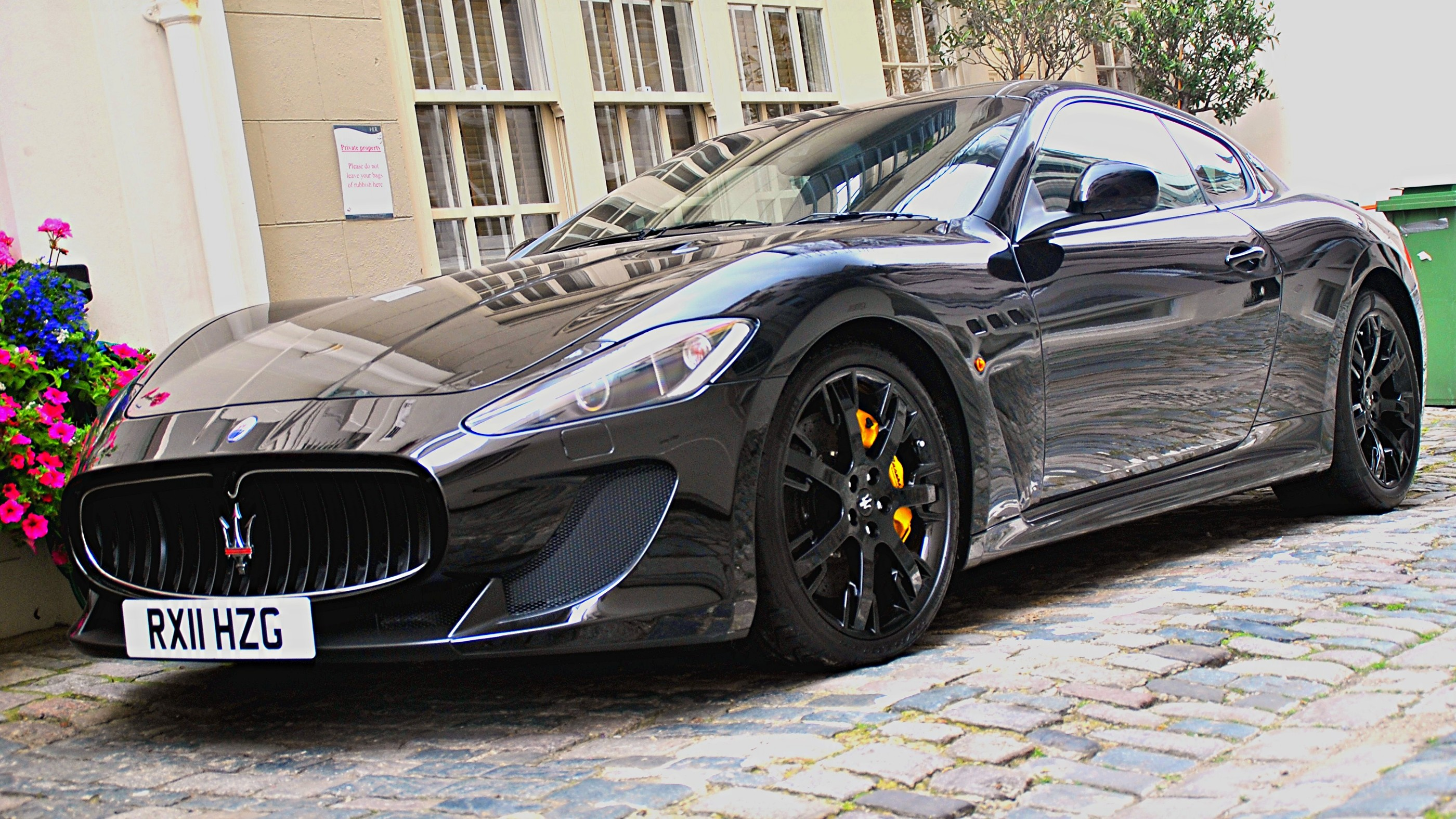
Maserati GranTurismo MC Stradale 2009.
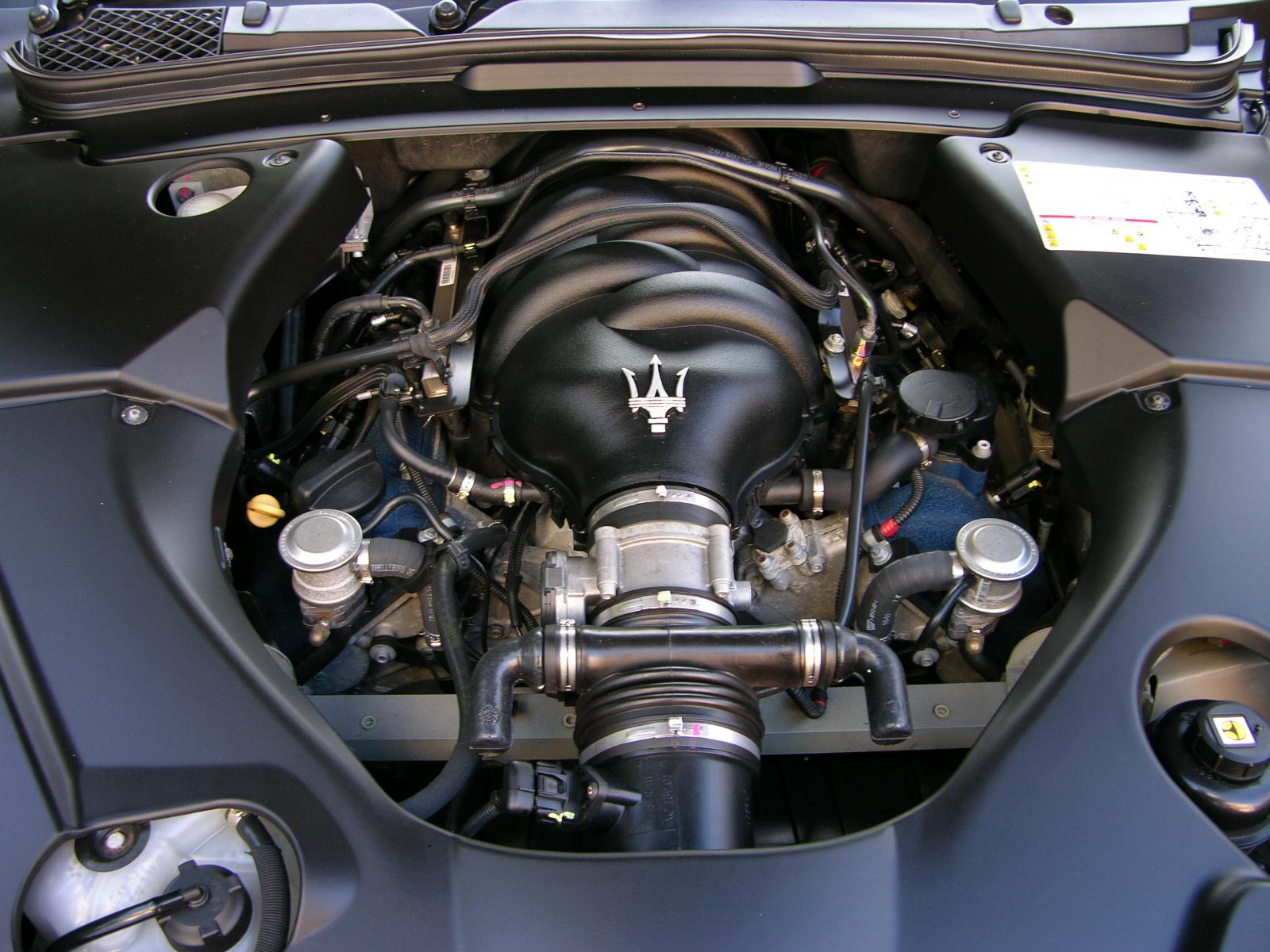
Moteur F136 Ferrari-Maserati 4.7 L.
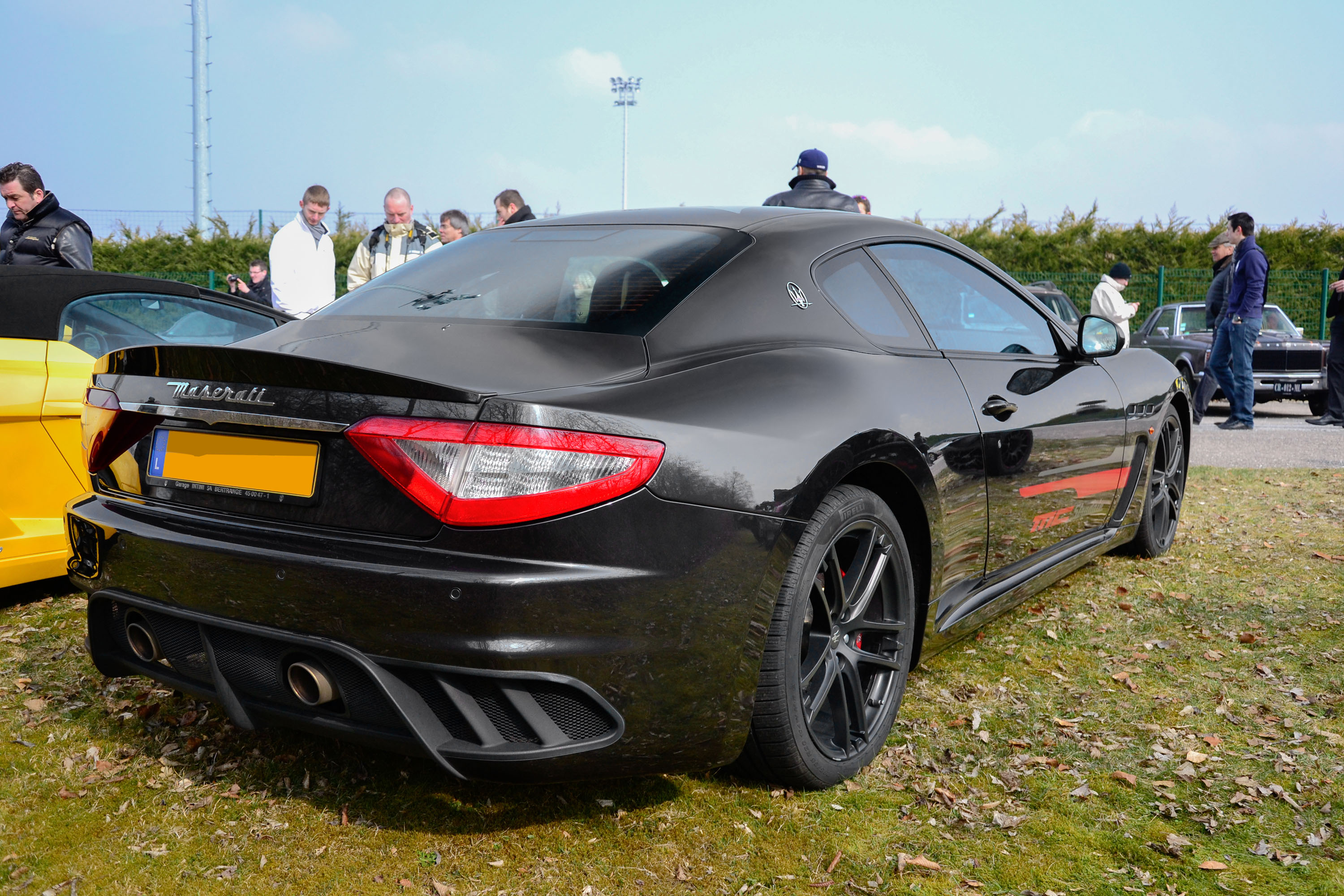

Elle préfigure la stylistique des Maserati Levante SUV de 2016, Ferrari Portofino de 2017, et Ferrari Roma de 2020. La marque annonce la fabrication des Maserati Alfieri de série vers 2021,,,, pour succéder aux Maserati GranTurismo de 2007 et GranCabrio de 2010.

## Quelques concours
- 2014 : Chantilly Arts & Elegance Richard Mille.
- 2014 : Concours d'élégance Villa d'Este du Lac de Côme[14].